# Модерна філософія
Філосо́фія ново́го і нові́тнього часу — період у розвитку філософської думки (17-19 ст.), що дав сузір'я видатних мислителів різних країн і народів. При всій унікальності творчого внеску кожного з них можна виділити головні ідеї та типологічні особливості філософії цього періоду.

## I
Вона «висловлює в думках» масштабну історичну епоху, цивілізаційний сенс якої полягає в ініціюванні науково-технічного розвитку на основі машинної техніки, у подальшій модернізації різних сторін людської життєдіяльності, у поступовому звільненні індивідів від кріпацтва, станових привілеїв, у відстоюванні і законодавчому закріпленні прав і свобод людини, захисту гідності особистості, у розвитку культури на засадах просвітництва, у реформуванні християнства та інших віровчень. Відповіддю на потреби та запити епохи з'явилися соціально-філософські, філософсько-правові та соціально-політичні вчення та ідеї філософів Нового і Новітнього часу
.
1. вчення Ф. Бекона про «велике відновлення наук», що містить критику схоластики високу оцінку «механічних мистецтв», заклики виробити далекоглядну політику держави стосовно науки, Беконівський проєкт суспільства і держави, заснованих на науці, і інші утопії (див. Утопії і антиутопії), що втілювали мрії про справедливе і розумному суспільному устрої,
2. створена філософією концепція прав і свобод людини, яка лягла потім в основу «Декларації прав і свобод людини і громадянина», американської конституції, і в 19—20 ст. стала одним з наріжних каменів теорії та практики демократії, формування на рівні філософської та політико-правової теорії антитези лібералізм — консерватизм, що визначила розвиток політичної практики,
3. теорія суспільного договору, фундаментальна для багатьох концепцій 17-18 ст. (її кульмінація в демократичній теорії Руссо), наприкінці 20 ст.  знову виявила свій актуальний теоретичний і практичний потенціал,
4. теорія поділу влади (законодавчої, виконавчої, судової), що мала глибокий вплив на практику і теорію, первістків теорії парламентарної демократії, концепція релігійної віротерпимості, що протистоїть різним видам релігійного фундаменталізму і фанатизму,
5. соціальна філософія, що оформилася в 18 ст., філософія науки і філософія людини Просвітництва (ідеї «духу законів», суверенітету та освіти народу, суспільного договору, здорового глузду та ін.),
6. «філософія права» німецької думки 18-19 ст. як розгорнута концепція свободи, теорія громадянського суспільства, тобто системи індивідуально — групової взаємодії людей на недержавному рівні, покликаної формулювати і представляти конкретні інтереси особистостей та громадських об'єднань, теорії правової держави, філософія культури і мистецтва,
7. широкомасштабна моральна філософія — етика як фундаментальна філософська дисципліна (Спіноза), дослідження морального почуття (англійські моралісти 18 ст.), вивчення зв'язку моралі та економіки (А. Сміт), нова етика як філософія практичного розуму у вченні Канта — з приматом морального обов'язку, принципом категоричного імперативу, сполучення воєдино свободи вибору, боргу, моральної відповідальності індивіда, переклад проблематики моралі з сфери індивідуальної дії у площину «об'єктивного духу» (Гегель) — з розрізненням сфери «моралі» (об'єднує намір і провину, намір і благо, добро і совість) і «моральності» (Sittlichkeit), що об'єднує у Гегеля і гегельянців проблематику сім'ї, громадянського суспільства, держави,
8. політекономічні та соціально-філософські концепції, спрямовані на виправдання, регулювання і гуманізацію стосовно праці й капіталу, відповідних великих і малих груп, соціальних інститутів, конкуренції і т. д.,
9. марксизм як альтернативний, антибуржуазний варіант соціальної філософії та ідеології, з точки зору якого панівні ідеї (у т. ч. філософські, художні тощо) Нового часу як епохи капіталістичної суспільно — економічної формації суть ідеї панівного, тобто буржуазного, класу і через це повинні бути піддані рішучій критиці.
10. позитивізм, який акцентував проблеми філософії історії в світлі наукового і соціального прогресу, що висуває на перший план принципи суспільства «індустріалізму», заснованого на «позитивному», тобто перевіряється досвідом та практикою, раціональному знанні.

## II
Філософія Нового часу внесла значний внесок у вироблення фундаментальної картини світу, тісно пов'язаної, з одного боку, з математикою і природознавством, а з іншого боку, з метафізикою. При цьому в 17 ст. Декарт, Паскаль або Лейбніц були одночасно математиками і природознавцями, і створена ними філософська картина світу була природничо-науковою. До середини  XIX ст. філософська і природно-наукова картина світу до певної міри відокремлюються одна від одної, проте протягом всього Нового і Новітнього часу філософія, розуміюча себе найчастіше цілісною системою, включала філософію природи як свою системно-методологічну частину. Для філософської картини світу Нового часу характерні наступні ідеї та тенденції:
1. у XVII ст., особливо для Декарта і картезіанців, типове таке об'єднання математики, фізики й метафізики, при якому математика тісніше, ніж в античності, зближалася з фізикою завдяки чому забезпечувався логічно плавний перехід від субстанції до тіла, а потім до «математичних», тобто так чи інакше вимірних, одиниць і полегшувалась редукція однієї-єдиної матерії, подібно безмежному тілу, до протяжності. Декарт і картезіанці пояснювали рух, не вдаючись до допущення атомів і порожнечі як філософсько-метафізичних понять (проте при допущенні корпускул як частинок речовини) — одночасно з витісненням поняття «сила» і з запереченням постійного місця тієї чи іншої речі (відносність руху, заперечення абсолютних точок відліку),
2. світ поставав як упорядкований, підлеглий строгим законам руху і зміни, як однорідний, єдиний, але який одночасно піддається аналітичному розчленуванню і подальшому синтезу,
3. механіцизм як підхід, заснований на перетворенні механіки у фундаментальну методологічну парадигму пізнання, зліт його доводиться вже на 18 століття (філософія французького Просвітництва). Природодослідник (і філософ) міркував як (за Богом) механік-конструктор, що виганяє з природи чудеса і зводить її явища до простих і очевидних основ. Цьому сприяло зближення «природного» і «штучного», світ тіл природи поставав як створений Богом світ «машин», а людське тіло — як найдосконаліше і дивовижне з них,
4. речі природи, Я як (мисляча) річ, «речі» інтелекту уподібнювалися один одному в тому сенсі, що могли бути зафіксовані, пораховані, розкладені. На підставі ідеї про рівноцінність реального і можливого будується популярна в XVII ст. і вельми перспективна ідея «mathesis universalis», тобто універсального математико-логічного методу,
5. з філософією природи і метафізикою Нового часу в цілому тісно пов'язане вчення про Бога як першоджерела руху, «домислюваного» навіть до природно-наукових законів руху (суперечка картезіанців і лейбніцеанців про те, чи повинен Бог повсякмиттєво «заводити» «годинник світу», як вважав Декарт, або він «заводить» їх одного разу і потім вони працюють самі по собі, як стверджував Лейбніц), як джерелі внутрішньої активності в матерії, як гаранті метафізичної єдності світу тощо;
6. критика картезіанського розуміння світу, який справив глибокий вплив на науку та філософію Нового часу, захист (з боку Гюйгенса або Гассенді) атомізму через критику принципу безмежної подільності і твердження про необхідність допущення порожнечі, щоб відрізняти «тіло» і «простір», критика зведення тіла і простору до протяжності і твердження про «непроникність» як більш загальну і «первинну» якість матерії і тіл (Гюйгенс, Лейбніц); спроба Лейбніца подолати однобічність механіцизму і затвердити більш динамічну, живу картину світу (монадологія);
7. найсильніший вплив механіки Ньютона (в тому числі в ранніх роботах Канта) в XVIII і навіть IXX ст., особливо в трактуванні таких понять, як «матерія», «рух», «простір», «час», — з точки зору загального принципу дії та протидії, закону всесвітнього тяжіння;
8. протиставлення «класичних», традиційних, і некласичних (у філософії життя, прагматизмі) тенденцій у філософському мисленні (у Шопенгауера, К'єркегора і потім у вченні Ніцше, в філософській антропології, вченні про цінності, етику, філософії релігії та ін.) На захист філософської класики виступили прихильники неотомізму, неокантіанства, неогегельянства. Метафізичні підстави філософської класики були піддані критиці представниками позитивізму і неопозитивізму. Одночасно ряд природознавців і філософів виступив на підтримку метафізіки, традицій систематичної філософії (Р. Г. Лотце, Ф. Тренделенбург та ін.)

## III
Вчення про людину, що стало ключовим у філософії Нового і Новітнього часу, пронизане характерним протиріччям. З одного боку, воно розглядає людське тіло як одне з тіл природи у фізичному і біологічному (фізіологічному, антропологічному) аспектах, так що людина постає тут як частина природи, підпорядкована її законам. З іншого боку, у філософії Нового часу було розроблено специфічне вчення про людську сутність, або людську природу (Спіноза, Гоббс, Локк, французькі просвітителі) : міць природи розуміється і як міць всіх індивідів, разом узятих; затверджується «природне» право індивіда, окремої людини на самозбереження і задоволення фундаментально-необхідних потреб; постулюються як цінності вроджена рівність людей, «природна свобода людини», право приватної власності, «суспільна сутність людини» (Д. Юм). При цьому рівність розуміється не як майнова або станова, не як рівність задатків і здібностей, а як рівне право індивідів на захист життя, власності, на опір насильству і придушенню, найважливішою ознакою людської сутності вважається розумність, що розуміється широко (від розуму як здатності судження, доказу, аргументації до розуму як мисленню, інтелекту, науковому пізнанню). Людина наділена не тільки почуттями і розумом, а й пристрастями, афектами, звідки виникає проблема протиборства розуму і пристрастей і можливостей їх приборкання за допомогою розуму.

## IV
Філософія Нового часу в цілому може бути охарактеризована як раціоналізм у широкому сенсі: впевненість у здатності розуму розгадати загадки природи пізнати навколишній світ і самої людини і в кінцевому рахунку перетворити природу, переробити суспільство і людину на розумних засадах. Вищою метою раціоналізму вважалося раціональне осягнення Бога. У межах раціоналізму боролися два підходи — емпіризм і раціоналізм (у вузькому сенсі). Не заперечуючи ролі розуму, прихильники емпіризму підкреслювали вихідне значення чуттєвого досвіду, висували на перший план спостерігаючий і експериментальний розум. У свою чергу прихильники раціоналізму, не заперечуючи значення чуттєвого пізнання і досвіду, вихідними і фундуючими вважали ідеї розуму (напр., як вроджені ідеї або розумні прагнення, апріорі закладені і в самій природі, і в чуттєвому пізнанні). У 18 ст. і особливо в 19 ст. виник справжній культ розуму. Вирішальною (хоча і не єдиною) тенденцією філософії Нового часу була орієнтація на науку і наукове пізнання як найвищу форму культури. Філософія прагнула консолідуватися в науку, розробити для себе та інших наук «справді науковий» метод. Це дало підставу говорити про «класичну» (новочасну) раціональність як про крайній сцієнтизм. Тим часом у філософії цього періоду існувала й інша тенденція — критичне ставлення до розуму, яке знайшло яскраве вираження в широкомасштабній критиці розуму (його неминучих помилок і антиномій) Кантом і його послідовниками.

## V
Заслугою філософії Нового і Новітнього часу є широкомасштабне дослідження проблем пізнання та методу, що включало, по-перше, вчення про очищення розуму, про «привидів» (ідолів), про сумнів як початковий крок на шляху досягнення ясного і чіткого знання, й удруге, власне гносеологічний і методологічний аналіз. На кордоні між загальною метафізикою і теорією пізнання розташовувалося філософське вчення про субстанції, модус, атрибути, велися суперечки про те, чи слід прийняти одну субстанцію (монізм), або дві (дуалізм), або слід оголосити субстанцію одночасно єдиною і множинною («плюральність» субстанцій в монадології). Виникла ініційована Декартом тенденція до (відносного) відокремлення «тіла» і «душі», поняття якої наповнювалося нетрадиційним змістом і вилилося в подальшому (особливо в німецькому ідеалізмі 18-19 ст.) у багатостороннє дослідження понять «дух», «розум», «розсудок», «міркування», «мислення», «інтелект», «інтуїція» і т. д. Менш вживаним у 17-18 ст. було поняття «свідомість», хоча тематика його розглядалася здебільшого в рамках поняття «рефлексія». Але з часу Канта, Фіхте, Гегеля поняття свідомості та самосвідомості опинилися в центрі філософських досліджень: як індивідуальна свідомість і його загальні структури; як тематика «Я», або індивідуального суб'єкта (трансценденталізму); як питання про здатні до об'єктивування і відчуження від конкретних індивідів форми («Гештальти») свідомості та самосвідомості, які отримують трансісторичні значення (наприклад, в «Феноменології духу» Гегеля); як вивчення різних форм і структур свідомості в їх взаємозв'язку з реакціями тіла (перейшло в експериментальну психологію і фізіологію), як аналіз несвідомого (Е. Гартман, ранній Фрейд).
Велику роль у гносеології Нового і Новітнього часу грало вчення про метод, тісно пов'язане з філософією науки, логікою, концепціями мови. Започатковане з устремлінь Ф. Бекона і Декарта розробити кілька простих і ясних правил методу, це вчення потім усе більш ускладнювалося, перетворившись у Канта, Фіхте, Шеллінга, Геґеля і їх послідовників в концепцію діалектичних категорій. Разом з цим змінювалися відносини між логікою і гносеологією. Якщо спочатку логіка виступає як інтегральна, але відносно самостійна частина філософського знання (напр., у Лейбніца), а потім перетвориться в змістовну теорію пізнання (діалектика категорій), то наприкінці періоду (формальна) логіка знову йде з-під опіки філософії, все більш зближуючись з математикою (математична логіка) і лінгвістикою. Філософське осмислення логіки, її законів і форм (так само як і мови) — постійний предмет дослідження мислителів Нового і Новітнього часу.
Суперечки про сутність і специфіку філософії Нового і Новітнього часу, або «епохи модерну» (нім. die Moderne, англ. Modernity), почалися ще в самій цій філософії. Ю. Габермас вважає, що найбільш зрілу її самосвідомість можна зустріти у Геґеля, який виділив такі її риси, як неспокій, внутрішнє бродіння, динаміка, диференціація і відокремлення, яке поєднується з устремлінням до об'єднання та інтеграції, утвердження принципу «суб'єктивності», який розшифровували через свободу, індивідуалізм, раціональність, автономію діяльності. Поряд з цим Гегель та інші мислителі 19 ст. підкреслюють відчуження індивідів від суспільства і від самих себе — моменти, що стали головними у Маркса і в неомарксизмі. Критично налаштовані К'єркегор і Ніцше акцентують такі негативні моменти «проекту модерну», як інструментально-маніпуляторська влада розуму, науки, офіційної релігії, лицемірство моралі, і т. д. Критика «класичної» думки була підхоплена в 20 ст. Гуссерлем, Гайдеггером, Расселом, Поппером та іншими, нарешті, «постмодернізмом».